# Đào Sĩ Chu
Pour les articles homonymes, voir Dao.
 (décembre 2015).
Le contenu est difficilement compréhensible vu les erreurs de traduction, qui sont peut-être dues à l'utilisation d'un logiciel de traduction automatique.
Đào Sĩ Chu (20 septembre 1911 – 16 juin 1974) est un artiste peintre renommé de la peinture contemporaine du Việt Nam.

## Biographie

### Jeunesse
Đào Sĩ Chu est né le 20 septembre 1911 à Hà Nội (protectorat français du Tonkin, Indochine française), dans une famille d'intellectuels. Son père, Đào Huống Mai, était un industriel et sa sœur aînée Vân Đài, une poétesse réputée. Après avoir passé ses examens secondaires au lycée Albert-Sarraut, il est envoyé à la faculté de pharmacie de l’université de Toulouse et reçoit le diplôme de pharmacien de première classe vers 1939. Sa profession lui permet de pratiquer la peinture, ce qu’il désire depuis longtemps. Ses premières leçons lui ont été données par les peintres Trần Bình Lộc, Lê Phổ et Tô Ngọc Vân qui étaient des élèves de l’école des beaux-arts de l’Indochine (EBAI).

### Débuts en tant qu'artiste peintre
Đào Sĩ Chu visite la France entre 1949 – 1951. Il reste un  moment à Paris pour approfondir ses études de peinture dans un atelier professionnel. Vers 1951, une exposition des peintures de Đào Sĩ Chu et de son collègue Lê Bá Đảng (plus tard renommé) est inaugurée à la galerie Vibaud. Ses premiers tableaux reçoivent des critiques favorables des magazines comme Les Ponts des Arts ou Le Cri de Paris, tant sur la composition des couleurs que sur le talent des portraits.

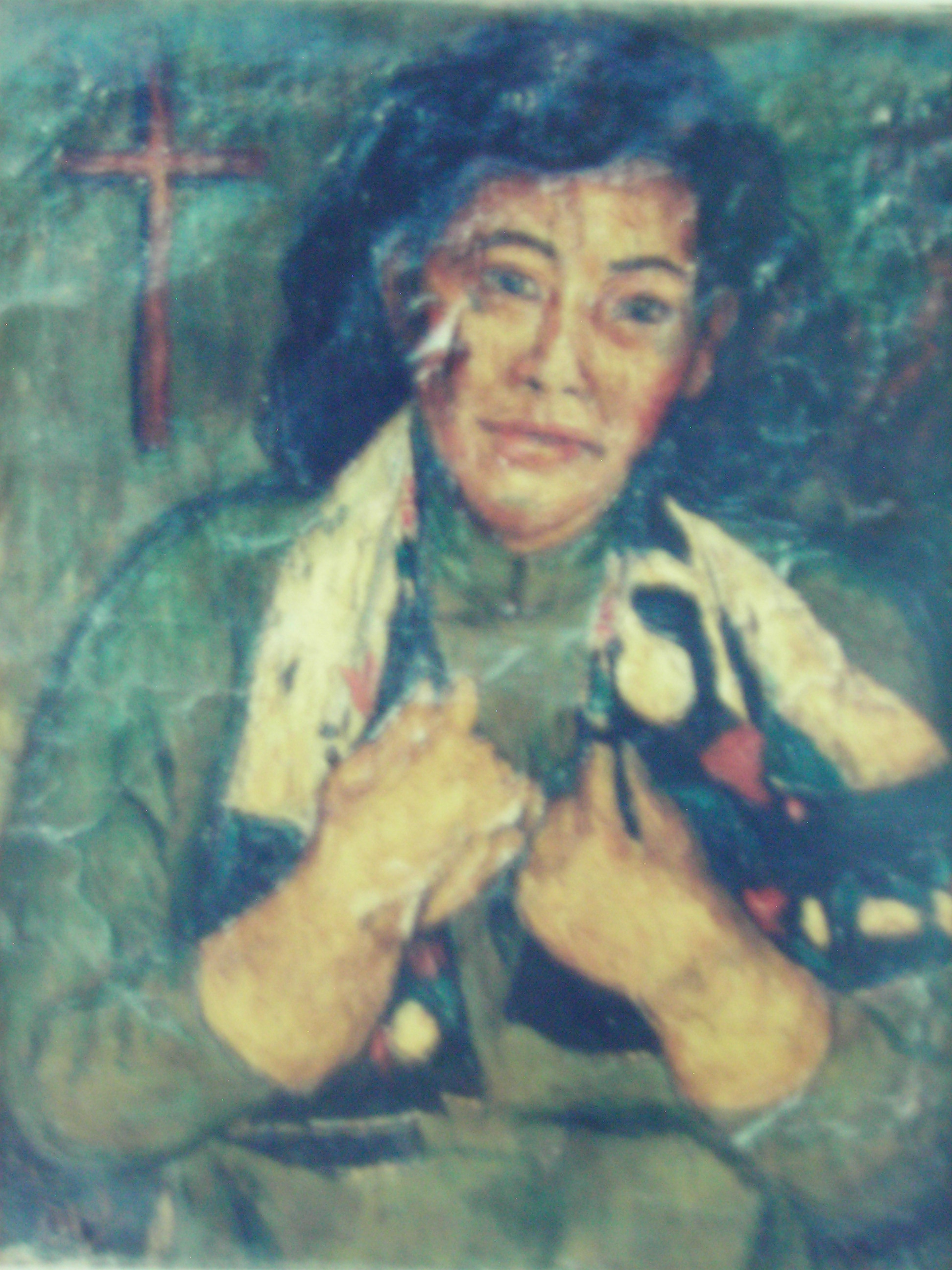
Mme Đào Sĩ Chu Photo from the original painting of family's collection.JPG

Encouragé par ce succès, il expose ses peintures successivement au Grand Palais et Salon des indépendants dont il était membre de la Société des artistes indépendants.
De retour au Việt Nam, Đào Sĩ Chu participe souvent à des expositions organisées à l’Opéra de Hà Nội. De plus, il monte une galerie privée nommée « Liên Hương » pour exposer les tableaux de ses collègues. Cette galerie devient un lieu de rendez-vous des artistes et des intellectuels de Hà Nội.
En tant que compositeur, il a des contrats avec Pathé - Marconi pour les disques des chansons patriotiques et romantiques.

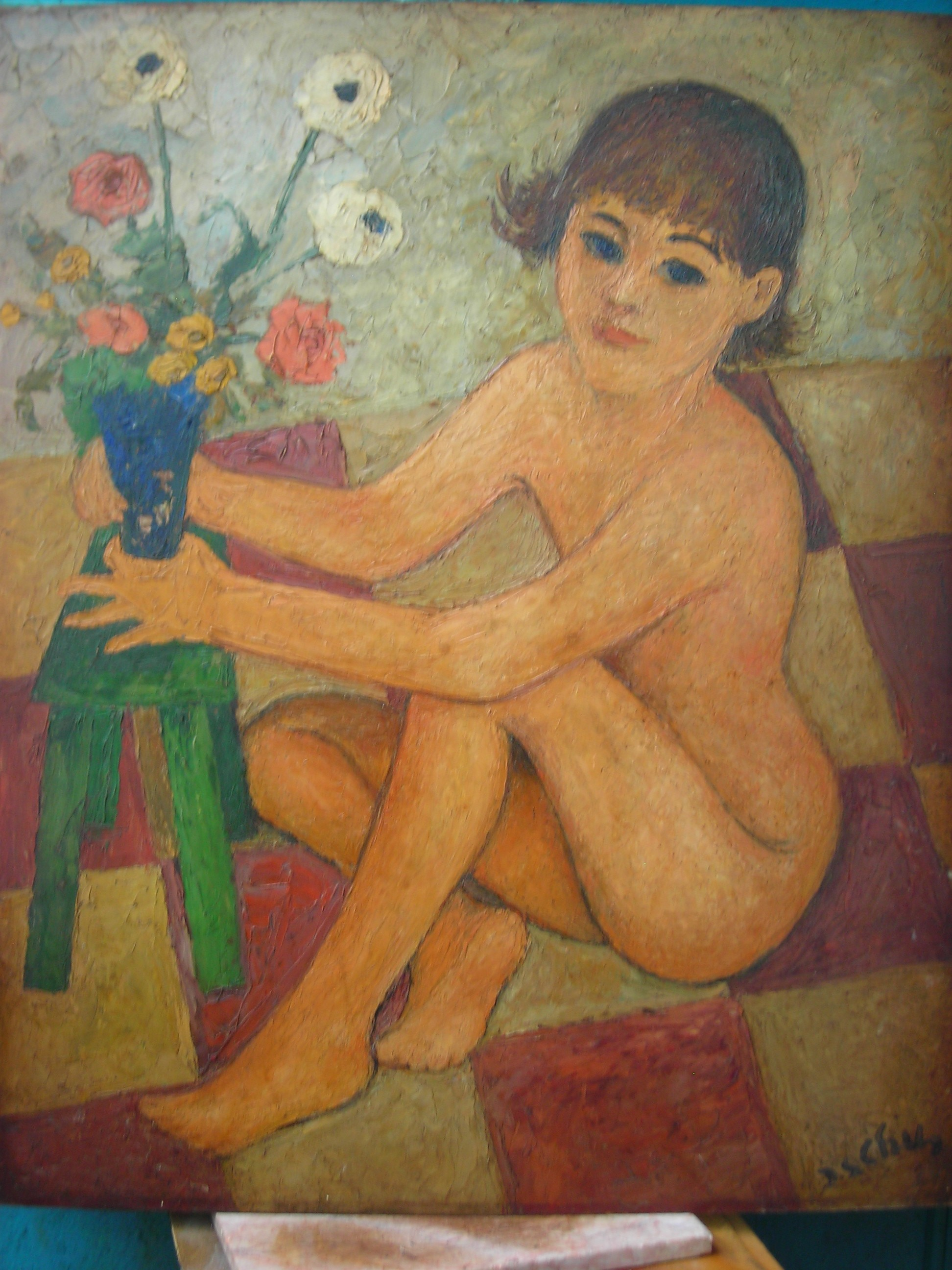
Jeune fille et bouquet de fleurs

### Passion et dévotion aux beaux-arts
Médaille d’or de l’exposition de Sàigòn en 1955. Vers 1957, il est nommé Président du Comité d'une Conférence Nationale Culturelle.
Đào Sĩ Chu a décrit, au cours d'un long discours, sur le développement des prochains programmes culturels tels que l’Exposition du Printemps en 1958 et l’Exposition Internationale des Beaux-Arts de Sàigòn en 1962, expositions dont il était Délégué et Secrétaire Général.
Bien qu'il fût influencé par la tradition des maîtres de l’EBAI, il encourageait les jeunes peintres selon sa conception libérale dans les expositions, où il était membre du jury. Sa conception est décrite ci-dessous :  
« L’Art c’est une Création, bien qu'il subsiste encore des écoles Réalistes et Impressionnistes, je pensais que l’Art dans un futur proche serait le cubisme, non–figuratif et abstrait. Franchement, même dans les recherches, je poursuivais ma peinture mixte du réalisme et impressionnisme. Je préférais la peinture à huile car seules les touches de la peinture à huile peuvent montrer l’âme du peintre et cette qualité était reconnue internationalement. »
Dans les années de 1960 à 1970, il écrit des essais sur la peinture chinoise, la peinture japonaise, et recherche des médicaments traditionnels par des méthodes expérimentales. Le Yi King ... pour les magazines mensuels de Bách Khoa, Phương Đông[Quoi ?]. Il est professeur de l'École supérieure des beaux arts de Gia Định et devient professeur et conseiller de l’Université catholique Minh Đức, faculté des sciences humaines et beaux-arts vers 1972.

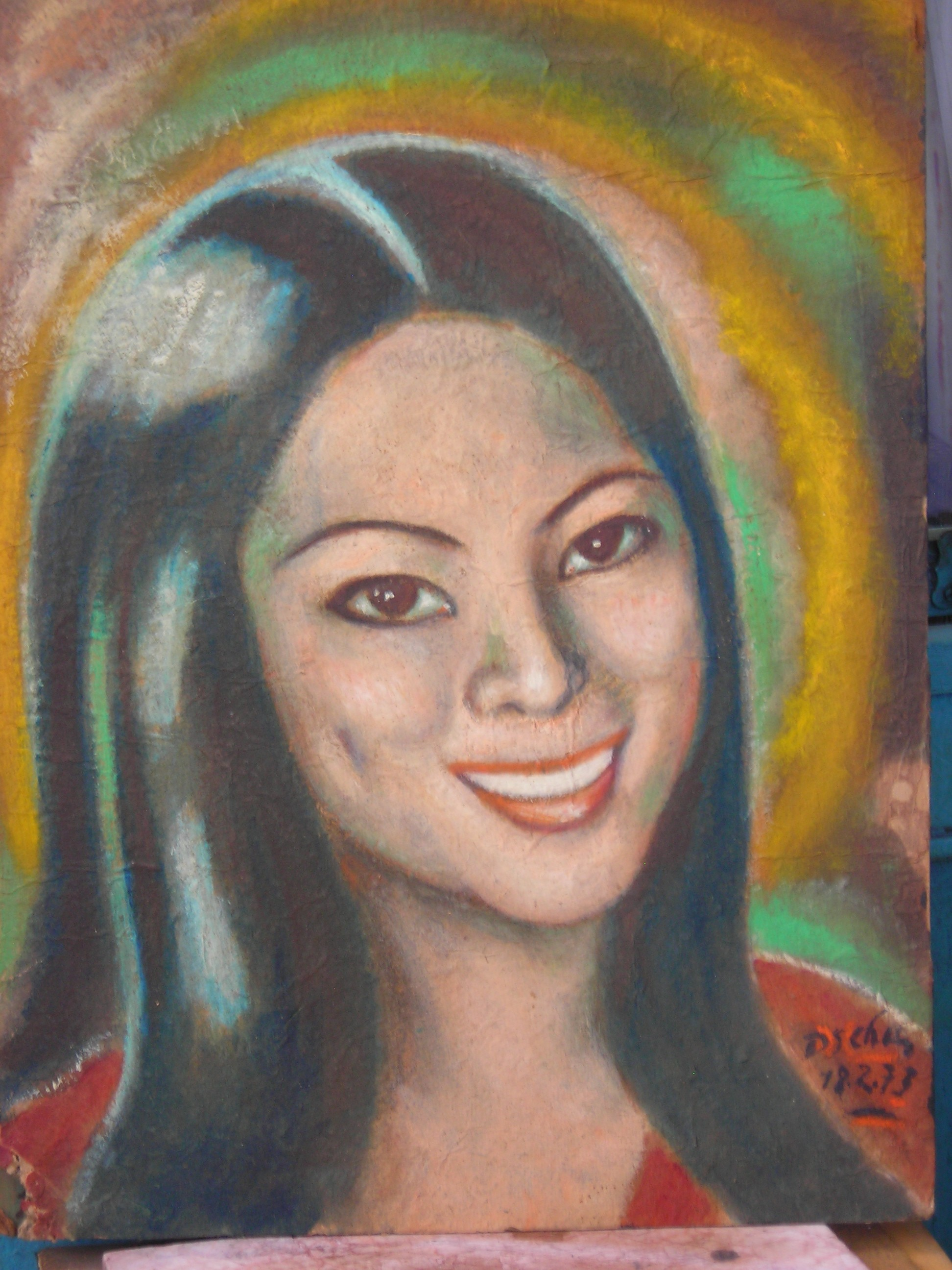
Jeune fille souriante

Il meurt le 16 juin 1974 (Giáp Dần, année du Tigre).

## Postérité
Ses disciplines des beaux-arts étaient critiquées par Nguyễn Phi Hoanh (1904 – 2001), peintre diplômé de l’École des beaux-arts de Toulouse, auteur du livre: Mȳ Thuật Việt Nam, Chapitre XI, pages 274 -277, publié par la Maison d'édition de Hô Chi Minh-ville (Nhà Xuất Bản Thành Phố Hồ Chí Minh) en novembre 1984.	
C'est seulement à la fin des années 1990 que le nom de Đào Sĩ Chu commence à être cité parmi les maîtres de la peinture contemporaine du Việt Nam dans les deux expositions des deux collectionneurs privés Trương Văn Ý (05/1992) et Bùi Quốc Chí – Collection de Đức Minh (1998).
Plusieurs de ses tableaux apparaissent ensuite dans des ventes aux enchères. C'est le cas à Sotheby’s Singapore en avril 2002 pour l'une de ses dernières peintures, Jeune fille donnant à manger aux poules, peinte au début de l'année 1974. C'est également le cas en France en octobre 2009, où a lieu une vente aux enchères de son tableau Jeune femme pensive, peint en 1962.
Vers 2011, parmi les 400 peintures à l'huile présentes au Musée des beaux-arts du Viêt Nam, une trentaine d'entre elles ont été exécutées avant 1945 par des maîtres de la peinture contemporaine du Việt Nam comme Lê Huy Miến, Trần Vǎn Cẩn, Tô Ngọc Vân, Bùi Xuân Phái ou encore Đào Sĩ Chu, de qui sont exposés neuf tableaux non datés.
Aujourd’hui[Quand ?], on peut voir un petit tableau de Đào Sĩ Chu au musée des beaux-arts de Saigon,.